# Hasan Isaev
Hasan Isaev (n. 9 noiembrie 1952, Razgrad, Razgrad, Bulgaria) este un luptător ce a reprezentat Bulgaria, medaliat olimpic. A participat la o ediție a Jocurilor Olimpice (1976) în care a câștigat o medalie de aur.

## Participări
Lista de mai jos prezintă principalele competiții la care a participat Hasan Isaev de-a lungul carierei.
- wrestling at the 1976 Summer Olympics – men's freestyle 48 kg[*]